# Dubiaranea media
Dubiaranea media là một loài nhện trong họ Linyphiidae. Loài này được phát hiện ở Venezuela.